# Leiolepis
Leiolepis is een geslacht van hagedissen uit de familie agamen (Agamidae).

## Naam en indeling
De wetenschappelijke naam van de groep werd voor het eerst voorgesteld door Georges Cuvier in 1829. Er zijn negen soorten, inclusief de pas in 2010 beschreven soort Leiolepis ngovantrii.

## Verspreiding en habitat
Alle soorten komen voor in delen van zuidelijk Azië en leven in de landen China, Cambodja, Indonesië, Laos, Maleisië, Myanmar, Thailand en Vietnam. De bekendste soort is de vlinderagame (Leiolepis belliana).
De habitat bestaat voornamelijk uit zandduinen en andere zanderige streken langs kustgebieden. Daarnaast komen veel soorten voor in tropische en subtropische bossen. Er is enige tolerantie voor gebieden die door de mens zijn aangepast zoals plantages.

## Beschermingsstatus
Door de internationale natuurbeschermingsorganisatie IUCN is aan zeven soorten een beschermingsstatus toegewezen. twee soorten worden gezien als 'veilig' (Least Concern of LC), twee soorten als 'onzeker' (Data Deficient of DD) en twee als 'kwetsbaar' (Vulnerable of VU). De soort Leiolepis guentherpetersi ten slotte wordt aangemerkt als 'bedreigd' (Endangered of EN).

## Soorten
Het geslacht omvat de volgende soorten, met de auteur en het verspreidingsgebied.
| Naam                              | Auteur                       | Verspreidingsgebied                                                         |
| --------------------------------- | ---------------------------- | --------------------------------------------------------------------------- |
| Vlinderagame (Leiolepis belliana) | Hardwicke & Gray, 1827       | Cambodja, Indonesië, Maleisië, Myanmar, Thailand, Vietnam, mogelijk in Laos |
| Leiolepis boehmei                 | Darevsky & Kupriyanova, 1993 | Thailand                                                                    |
| Leiolepis guentherpetersi         | Darevsky & Kupriyanova, 1993 | Vietnam                                                                     |
| Leiolepis guttata                 | Cuvier, 1829                 | Vietnam                                                                     |
| Leiolepis ngovantrii              | Grismer & Grismer, 2010      | Vietnam                                                                     |
| Leiolepis peguensis               | Peters, 1971                 | Myanmar                                                                     |
| Leiolepis reevesii                | Gray, 1831                   | China, Vietnam, Cambodja, Thailand                                          |
| Leiolepis rubritaeniata           | Mertens, 1961                | Thailand, Laos, Cambodja, Vietnam                                           |
| Leiolepis triploida               | Peters, 1971                 | Maleisië, Thailand                                                          |